# Rio Palmital (São Paulo)
O rio Palmital é um rio brasileiro do estado de São Paulo.
1. ↑  «História». Prefeitura Palmital/SP. Consultado em 23 de setembro de 2023
2. ↑  «Palmital - Informações sobre o município e a prefeitura». www.cidade-brasil.com.br. Consultado em 23 de setembro de 2023
3. ↑  «História de Palmital - Câmara Municipal de Palmital / SP». www.palmital.sp.leg.br. Consultado em 23 de setembro de 2023